# Melton Mowbray (stacja kolejowa)
Melton Mowbray (ang: Melton Mowbray railway station) – stacja kolejowa w miejscowości Melton Mowbray, w hrabstwie Leicestershire, w Anglii. Jest własnością Network Rail i jest zarządzana przez East Midlands Trains (EMT).
Stacja została zbudowana na Syston and Peterborough Railway, będącą częścią obecnie znacznie większej Birmingham to Peterborough Line. CrossCountry obsługuje większość połączeń między Birmingham a lotniskiem Stansted. Stacja znajduje się pomiędzy stacjami Leicester i Peterborough.
Stacja była wcześniej znana jako Melton Mowbray Town, aby odróżnić ją od zamkniętej już stacji Melton Mowbray North na Great Northern and London and North Western Joint Railway, na której ruch regularny zamknięto w 1953 roku.
Stacja posiada kasy biletowe, które pracują w niepełnym wymiarze godzin, parking oraz punkty pomocy dla pasażerów (nie obsadzone). Została odnowiona w 2011 roku z nowymi szklanymi wiatami nad peronami, zmodernizowano perony oraz system informacji pasażerskiej, dostosowano przejście nadziemne dla osób niepełnosprawnych. Perony zachowały swój początkowy rozmiar, ale planowano ich wydłużenie o 13 m.

## Połączenia
Od Melton Mowbray co godzinię kursują pociągi CrossCountry, z niektórymi dodatkowymi kursami w godzinach szczytu. Usługi w kierunku zachodnim to Birmingham przez Leicester, Narborough, Hinckley, Nuneaton, i Coleshill. Usługi w kierunku wschodnim do lotniska Stansted lub Cambridge przez Oakham, Stamford, Peterborough, March, Ely i Audley End.
Pomimo zarządzania stacją, East Midlands Trains (EMT) obsługuje tylko ograniczoną liczbę pociągów. Pojedyncze codzienne połączenia do London St Pancras przez Corby rozpoczęło działalność 27 kwietnia 2009 roku działa poprzez Corby i jest znany z tego że jako pierwsze regularne połączenie pasażerskie kursuje historycznym Wiaduktem Welland na Oakham to Kettering Line od 1966 roku. Firma wprowadziła na rynek powrotny kurs z Derby przez East Midlands Parkway (na lotnisku East Midlands) od maja 2010. Dodatkowe usługi mogą być wprowadzone w przyszłości. Istnieją dwa codzienne połączenia do i z Londynu z przystankami w Oakham, Corby, Kettering, Wellingborough, Bedford i Luton oraz drugie w Oakham, Corby, Kettering, Wellingborough, Bedford, Luton i Luton Airport Parkway.
Ponadto, kilka połączeń lokalnych kursuje pod koniec dnia (głównie dla załóg pociągów). Istnieje również poranne połączenie z Nottingham do Norwich i wieczorne od Spalding do Nottingham poprzez Peterborough.

## Linie kolejowe
- Birmingham to Peterborough Line